# Schamlippenverkleinerung

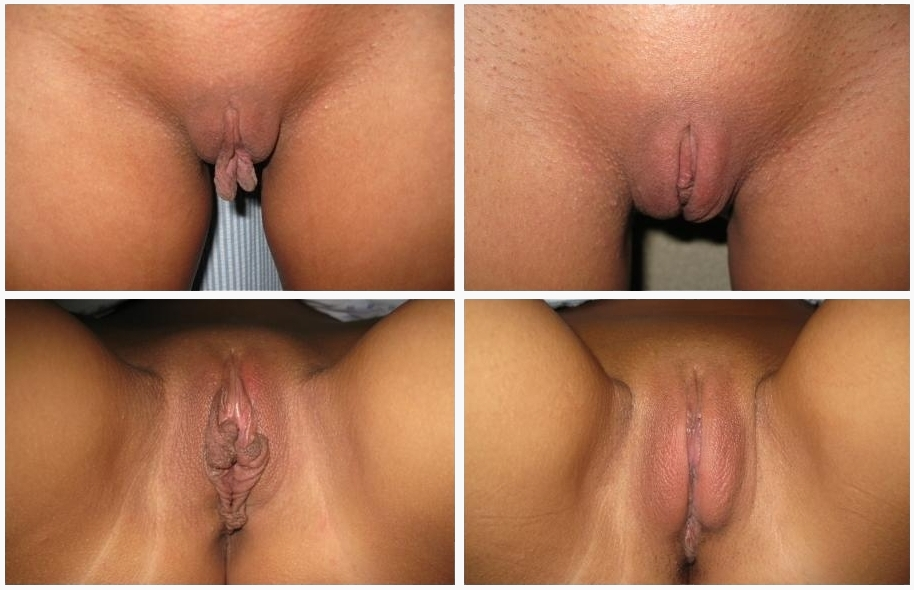
Verkleinerung der inneren Schamlippen bei einer jungen Frau: vor (links) und nach (rechts) der Operation

Die Schamlippenverkleinerung ist eine Form der Labioplastik, bei der die inneren Schamlippen (Labia minora) in ihrer Größe reduziert oder auch vollständig entfernt werden. Seltener werden auch Verkleinerungen der äußeren Schamlippen (Labia majora) durchgeführt. Verschiedene chirurgische Techniken können hierbei zum Einsatz kommen.
Als Grund für den Eingriff werden neben funktionellen Beeinträchtigungen hauptsächlich ästhetische Motive angeführt, die Schamlippenverkleinerung stellt somit eine Form der kosmetischen Intimchirurgie dar. Der Eingriff wird laut der Gesellschaft für Ästhetische Chirurgie in Deutschland in den letzten Jahren zunehmend stärker nachgefragt; Schamlippenverkleinerungen stellen inzwischen in einigen Ländern die beliebteste Form von plastischen Operationen dar. Der starke Zuwachs an durchgeführten Eingriffen wird auf mehrere gesellschaftliche Entwicklungen zurückgeführt. Die Schamlippenverkleinerung aus ästhetischen Motiven wird von verschiedenen Seiten kritisiert, insbesondere wird das zugrundeliegende Schönheitsideal kritisch analysiert.

## Indikationen und Beweggründe

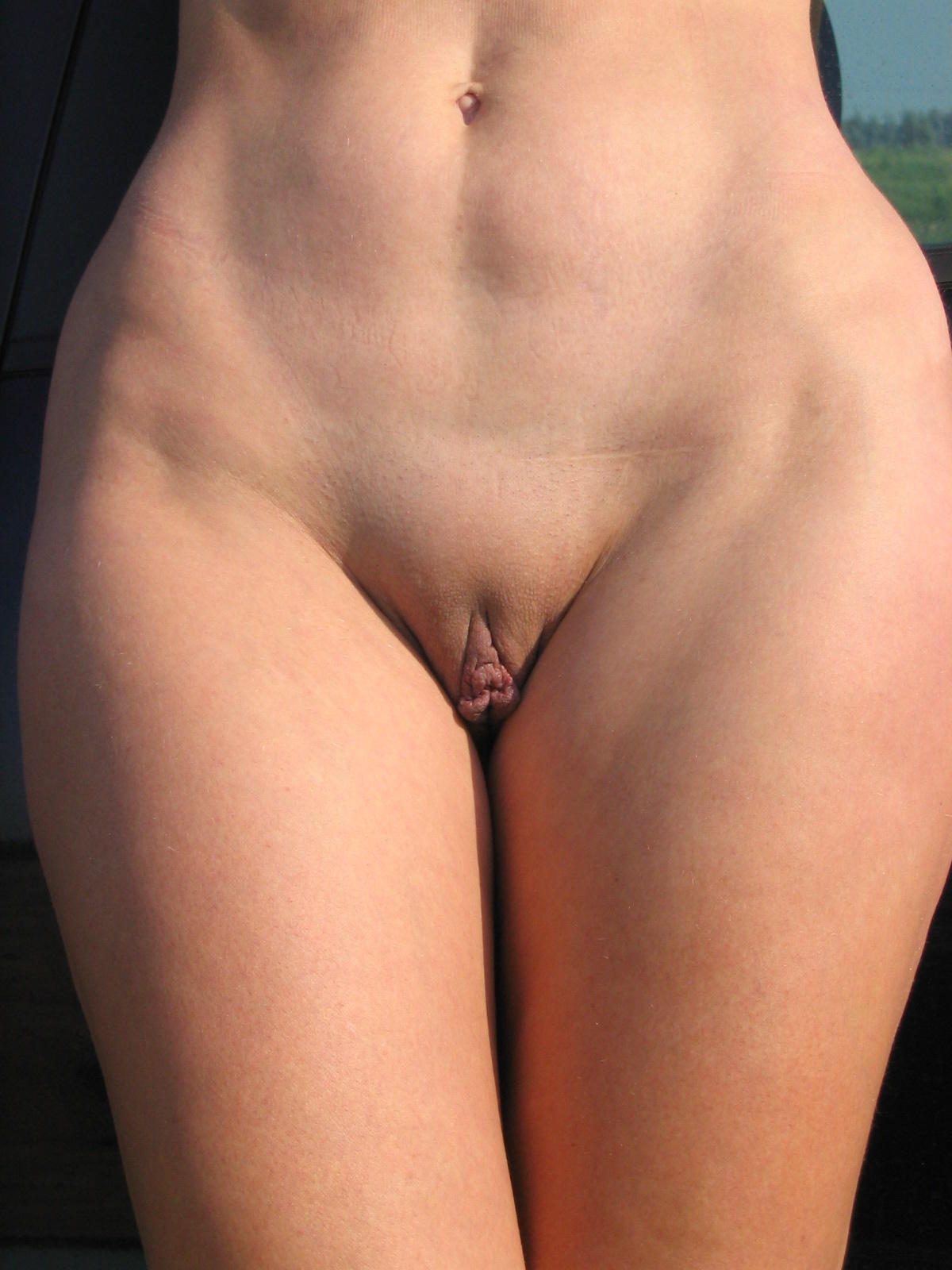
Stärker ausgebildete innere Schamlippen stehen bei dieser Frau deutlich sichtbar über die äußeren Schamlippen hervor

Ein Motiv für die Durchführung einer Schamlippenverkleinerung kann die funktionale Beeinträchtigung beim Hervorstehen der kleinen Schamlippen oder der Klitorisvorhaut sein. Die mangelnde Bedeckung der inneren durch die äußeren Schamlippen führt dazu, dass die inneren Schamlippen unzureichend vor Druck und Beanspruchung geschützt sind. Als funktionale Operationsbegründungen sind Beeinträchtigungen bei Sport und Freizeitaktivitäten, beim Tragen enger Kleidung, bei der Miktion und beim Geschlechtsverkehr bekannt.
Bei einer sexuellen Dysfunktion und damit einhergehenden Orgasmusschwierigkeiten der Frau kann die Freilegung der Klitoris durch eine teilweise oder vollständige Entfernung der Vorhaut die Stimulierbarkeit unter Umständen steigern und die Orgasmusfähigkeit der Frau erhöhen. Die Datenlage zu den Erfolgsaussichten einer solchen Operation ist jedoch noch unzureichend.
Für Schamlippenverkleinerungen spielen in einem Großteil der Fälle ästhetisch-kosmetische Motive zumindest teilweise eine Rolle. Auch die Deutsche Gesellschaft für Gynäkologie und Geburtshilfe gibt die „Größe und Asymmetrie der Schamlippen“ sowie „Schamgefühle bei dem sich Zeigen“ als bekannte Operationsbegründungen an.
In einer US-amerikanischen Untersuchung an 131 Frauen, die sich einer operativen Verkleinerung der kleinen Schamlippen unterzogen, taten dies 37 % aus rein ästhetischen Gründen, 32 % wegen Beschwerden und 31 % aus beiden Gründen. In einer weiteren Untersuchung an 407 Frauen aus dem Jahr 2008 gaben 85,5 % sowohl ästhetische als auch funktionale Gründe an, 13,3 % hatten nur ästhetische Gründe und lediglich 1,2 % rein funktionale Beschwerden. Eine 2012 veröffentlichte retrospektive Studie, die 550 Frauen nach ihren Beweggründen für eine Schamlippenverkleinerung befragte (wobei ästhetische und funktionale Gründe nicht getrennt wurden), ergab, dass 97,8 % der Frauen mit dem Hervortreten der inneren über die äußeren Schamlippen unzufrieden waren, 96,9 % waren mit dem Aussehen der (zu dunklen) Schamlippenränder unzufrieden.
Ist der Eingriff rein ästhetisch begründet, handelt sich es um eine Schönheitsoperation. Mitunter werden funktionelle Beschwerden vorgeschoben, um eine Operation zu legitimieren, die aus primär ästhetischen Gründen erfolgt. Allerdings kann die subjektive Wahrnehmung ästhetischer Unzulänglichkeit im Vulvovaginalbereich, wie sie im Rahmen von Dysmorphophobie auftritt, mit Sexualangst verbunden sein und zu sexuellen Funktionsstörungen führen.
Ein objektives Abweichen von einem Normbereich ist bei vielen Frauen, die die Operation wünschen, nicht gegeben. Die Autorin eines Review-Artikels zur Schamlippenverkleinerung kam zu dem Schluss:

„Es ist erstaunlich, dass alle Studienteilnehmerinnen eigentlich normalgroße innere Schamlippen hatten und trotzdem eine Operation wollten.“

Es zeichnet sich die Tendenz zur Durchführung einer Reduktion aus ästhetischen Gründen auch bei mittel bis gering ausgeprägten inneren Schamlippen ab. Dabei sind wie alle körperlichen Merkmale auch die Form und Größe der Schamlippen einer individuellen Variation ausgesetzt, die an sich keinen Krankheitswert darstellt.

## Operation

### Verkleinerung der inneren Schamlippen

Verschiedene Techniken zur Verkleinerung der inneren Schamlippen

Die Verkleinerung der inneren Schamlippen stellt die häufigste Form plastisch-chirurgischer Eingriffe im weiblichen Genitalbereich dar, ist in der Regel unproblematisch und mit kaum sichtbaren Narben verbunden.
Der Eingriff erfolgt meist ambulant und unter lokaler Betäubung. Das als „überschüssig“ betrachtete Gewebe, das ist gewöhnlich der von außen sichtbare Teil der inneren Schamlippen, wird hierbei mit einem Laser oder einem Hochfrequenz-Radiochirurgiegerät entfernt. Die Operation dauert durchschnittlich 45 Minuten (Ø 45 ± 15 min). Zum Abschluss wird die Wunde mit resorbierbaren, sich selbst auflösenden Fäden vernäht. In der Regel tritt eine vollständige Heilung nach ungefähr vier Wochen ein.
Bei einem sachgerecht und ohne Komplikationen durchgeführten Eingriff kommt es nicht zu Einschränkungen in Funktion und Empfindsamkeit.

#### Operationstechniken
Die Schnittführung zur Entfernung des Gewebes sowie die Vernähung der Schnittflächen kann mit unterschiedlichen Methoden erfolgen:
- Composite Reduction Labiaplasty (CRL): Mit der Technik der Composite Reduction Labiaplasty (CRL) werden im Gegensatz zu den anderen bekannten Techniken die kleinen Schamlippen über ihre gesamte Länge verkleinert, also vom Ansatz am Schamhügel bis zum Damm und nicht nur im Bereich unterhalb der Klitoris. Gleichzeitig wird der Klitorismantel nach oben und nach unten gestrafft und eine hervorstehende Klitoris (Klitorisprotrusion) korrigiert. Dazu wird der Gewebeüberschuss der kleinen Schamlippen oberhalb und unterhalb der Klitoris entfernt und durch Zusammensetzung der einzelnen Segmente eine ganzheitliche Straffung erzielt. Dieses Verfahren eignet sich besonders, wenn ein sehr großer Klitorismantel und eine hervorstehende Klitoris bestehen und es das Ziel des Eingriffes ist, dass die inneren Schamlippen von der äußeren vollständig bedeckt werden sollen.
- Exzision (Konturierung): Bei dieser Methode wird ein kurvilinearer Schnitt entlang der Länge der inneren Schamlippen vollzogen. Die Schnitthöhe bestimmt das Ausmaß des entfernten Gewebes. Nur bei dieser Technik wird der äußere Rand der Schamlippen entfernt, welcher oft dunkler pigmentiert und unregelmäßig geformt ist, so dass im Ergebnis die Schamlippen heller und gerade erscheinen. Die Exzision stellt weiterhin die einzige Methode dar, die eine vollständige Entfernung der inneren Schamlippen ermöglicht. Gegenüber den anderen Verfahren stellt sie höhere Anforderungen an die chirurgischen Fertigkeiten des ausführenden Arztes und ist zeitaufwändiger.[23] Die Gefahr von Wundheilungsstörungen ist bei der Exzision geringer als bei den anderen Verfahren. Insbesondere wenn viel Gewebe entfernt werden soll, wenn also eine starke Verkleinerung gewünscht ist, kann diese Methode von Vorteil sein.[15]
- Deepithelisierende Verkleinerung: Bei diesem Verfahren wird ein Gewebestück aus dem mittleren Bereich der Schamlippen entnommen, der äußere Rand bleibt dabei unberührt. Ansonsten ähnelt die Methode der W-Inzision.[24]
- W(edge)-Inzision: Hierbei wird ein dreieckiges oder bogenförmiges Gewebestück (engl. wedge „Keil“) entfernt – bei abschließendem Vernähen der Ränder. Die Methode wurde erstmals 1998 beschrieben und ist leichter und schneller durchführbar als die Exzision. Es werden verschiedene Formen dieser Methode in der Literatur beschrieben, diese unterscheiden sich hauptsächlich bezüglich Form und Position des entfernten Gewebestücks. Es gibt verschiedene Unterformen mit speziellen Bezeichnungen wie Random Pattern Flap, Inferior Wedge Resection, Lateral Hockey Stick V Exzision oder die Star Double Wedge[25] – diese unterscheiden sich in der Art der Schnittführung.[26][27] Im Gegensatz zur Exzision bleibt der äußere Rand der Schamlippen bei dieser Methode erhalten. Dies führt zu einem Resultat, welches von einigen Patientinnen als natürlicher empfunden wird. Die Schamlippen werden in ihrer Größe reduziert, ihre grundlegende Form bleibt jedoch erhalten. Das Risiko von Wundheilungsstörungen, einem Aufgehen der Narben, Neovaskularisation, unerwünschten Gewebewucherungen sowie Problemen beim Geschlechtsverkehr ist bei dieser Methode höher.[23][28][29]
- Z-Plastik: Ähnlich der W-Inzision wird hierbei ein keilförmiges Gewebestück entfernt und die entstehenden Ränder vernäht. Der Schnittverlauf ist jedoch anders, resultierend in einem Z-förmigen Wundverschluss. Das Ergebnis ist ähnlich der W-Inzision, soll jedoch weniger Nachteile haben.[28]
- 3D Reduction Labioplasty: Dieses Verfahren stellt eine Weiterentwicklung der bekannten Techniken dar. Im Gegensatz zu den bisherigen Verfahren ist mit der 3D Reduction Labioplasty gleichzeitig mit der Korrektur der inneren Schamlippen auch eine Anpassung der Klitorisvorhaut möglich. 3D bedeutet in diesem Zusammenhang, dass sowohl eine Korrektur in der Länge (Kürzung der inneren Schamlippen), der Breite (Korrektur der Klitorisvorhaut) und der Höhe (Verlagerung der Klitorisspitze) möglich ist.

#### Kriterien für die Wahl des Verfahrens
Auch wenn verschiedene Chirurgen „ihre“ Methode als überlegen darstellen, herrscht in der Fachliteratur kein Konsens darüber vor. Die verschiedenen Methoden werden in der Fachliteratur diskutiert und sollen sich laut Autoren hinsichtlich des ästhetischen Ergebnisses sowie der Nebenwirkungen unterscheiden. So werden in unterschiedlichen Studien die jeweiligen Vor- und Nachteile unterschiedlich gewichtet dargestellt. Jedoch liegen bisher keine unabhängigen Studien vor, die evidenzbasiert einer Methode gegenüber anderen den Vorzug geben würden. Es gibt nicht „die beste Methode“ für alle „Patientinnen“. Die Wahl des Verfahrens sollte sowohl vom Ausgangszustand als auch vom erwünschten Zustand bestimmt sein:

Teilweise und vollständige Reduktion der inneren Schamlippen
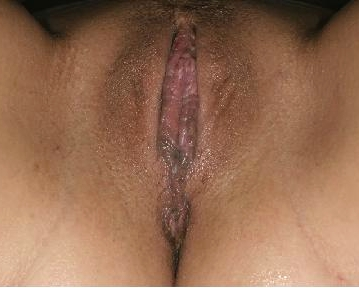
Teilweise Reduktion der inneren Schamlippen
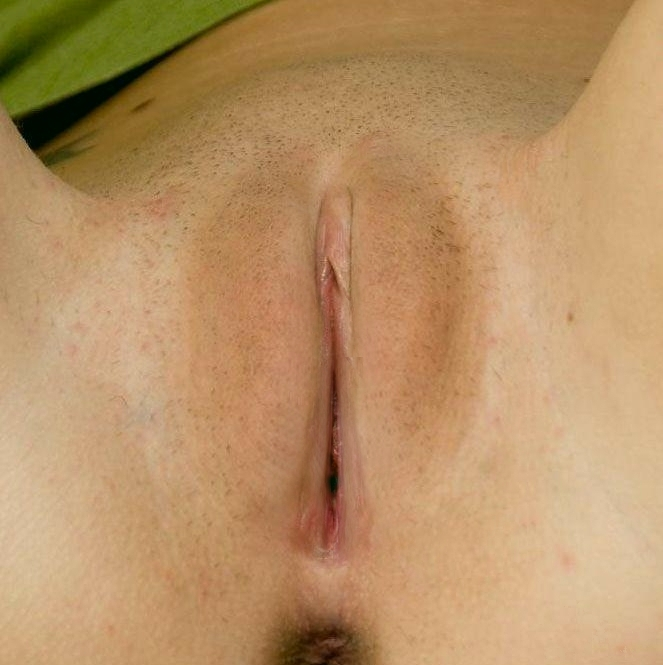
Vollständige Reduktion der inneren Schamlippen
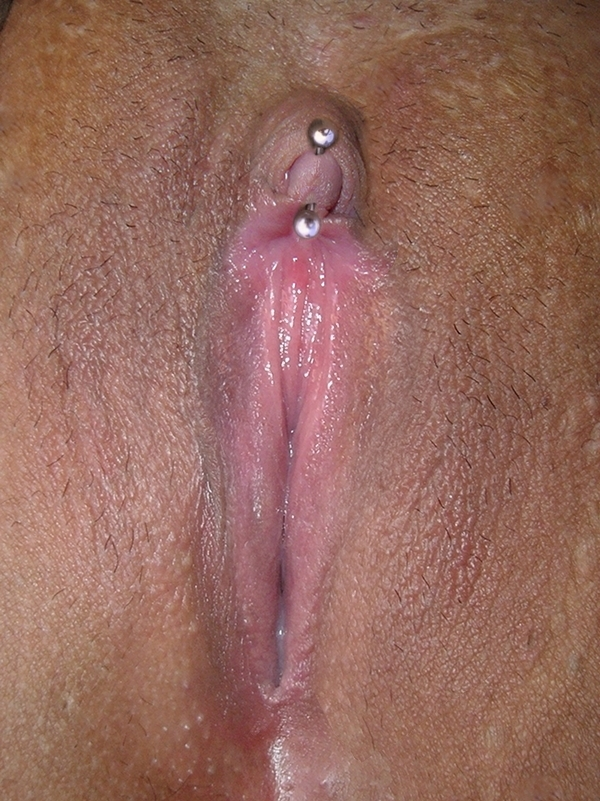
Vollständige Reduktion von inneren Schamlippen und Klitorisvorhaut (mit Klitorispiercing)

- Verschiedene Ausprägungen der Schamlippen können verschiedene Verfahren nahelegen: Die Exzision kann bei nahezu jeder Patientin angewandt werden, unabhängig von Form und Größe der Schamlippen. Dies gilt für die anderen Verfahren nur eingeschränkt.[15]
- Weiterhin ist die Wahl der Methode abhängig vom gewünschten Resultat. Umfang und Ausmaß der Kürzung, also der Anteil des entfernten Gewebes und das erzielte Erscheinungsbild, variieren je nach Wunsch und sollten zwischen Arzt und Patientin vorher besprochen werden. Bei der Exzision wird der äußere Schamlippenrand entfernt, bei den anderen Methoden bleibt er erhalten. Im Ergebnis erscheinen die Schamlippen nach der Exzision heller und gradliniger, während bei den anderen Verfahren die natürliche Kontur erhalten bleibt. Die Entscheidung, ob der äußere Schamlippenrand erhalten bleiben soll, ist letztlich eine Frage des persönlichen Geschmacks der Patientin. Bei einer Erhebung von 238 Patientinnen wünschten 98 %, dass die inneren Schamlippen auf der Höhe der äußeren Schamlippen oder kürzer sein sollten, ebenso viele wollten im Resultat hellere Ränder haben (72 % fanden die Ränder der inneren Schamlippen zu dunkel pigmentiert).[23]

Unabhängig von der angewandten Methode ist es entscheidend, dass der Arzt Erfahrung mit dieser Methode hat.

Anteil der verschiedenen Verfahren zur Verkleinerung der inneren Schamlippen

Die Exzision ist die üblichste und am häufigsten angewandte Methode. Eine 2009 durchgeführte Befragung von 750 Ärzten, die allesamt Schamlippenverkleinerungen durchführten, zeigte die Verbreitung der verschiedenen Verfahren. Die befragten Ärzte gaben an, welche Verfahren sie verwendeten: 52,7 % Exzision, 36,1 % V-wedge Inzision, 13,9 % Z-Plastik und 1,2 % deepithelisierende Verkleinerung, 18,3 % andere Verfahren (es konnten mehrere Verfahren angegeben werden).

### Verkleinerung der äußeren Schamlippen
Schamlippenverkleinerung an den äußeren Schamlippen wird, im Vergleich zur Schamlippenverkleinerung der inneren Schamlippen, selten durchgeführt. Entsprechend finden sich wenig Berichte in der Fachliteratur. Stark ausgeprägte äußere Schamlippen können angeboren sein und stellen eine natürliche Variationsbreite um eine Normalverteilung dar. Motiv für eine Verkleinerung ist in der Regel die Unzufriedenheit der Patientin mit dem Erscheinungsbild. Ein Krankheitswert ist nur in den seltensten Fällen objektivierbar.
Bei einer Verkleinerung oder Straffung wird ein ellipsenförmiger Schnitt entlang der gesamten Basis am Umschlag zu den inneren Schamlippen durchgeführt und Fettgewebe entfernt (Liposuktion). Die Verkleinerung der inneren und der äußeren Schamlippen kann gleichzeitig innerhalb eines Eingriffs erfolgen.

## Mögliche Komplikationen und Komplikationsraten
Komplikationen, die auftreten können, sind postoperative Blutungen, Hämatome, Wundheilungsstörungen, veränderte Empfindungen und Narbenbildungen. Häufigste berichtete Komplikation ist eine Dehiszenz, das heißt ein Aufgehen der Operationswunde infolge schlechter Wundheilung. Diese kommt vor allem bei einer einfachen Form der Wedge-Inzision (Inferior V-shaped resection) vor.
Die bestehenden medizinischen Studien berichten von durchweg geringen Komplikationsraten und guten klinisch-anatomischen Ergebnissen sowie hoher Patientinnenzufriedenheit. Dies gilt zumindest für Verkleinerungen der inneren Schamlippen, die Datenlage bezüglich Eingriffen an den äußeren Schamlippen lässt keine Aussagen zu. Zahlreiche publizierte Veröffentlichungen haben allerdings den Charakter von Fallstudien, aus denen sich mögliche Komplikationen und Komplikationsraten nicht zuverlässig abschätzen lassen. Aussagekräftige unabhängige Studien zum psychologischen, ästhetischen und funktionellen Nutzen der Schamlippenverkleinerung sind bisher selten.
In einer größer angelegten Studie im Jahr 2000 wurden 163 Frauen postoperativ über einen Zeitraum von neun Jahren untersucht. Bei allen wurde eine Reduktion der inneren Schamlippen vorgenommen, zum Großteil aus ästhetischen Motiven. Es wurden keine signifikanten Komplikationen gefunden, 89 % der Patientinnen waren mit den ästhetischen Ergebnissen und 91 % mit den funktionalen Ergebnissen zufrieden. Hingegen waren 17 % mit dem Ergebnis nicht vollständig zufrieden und 4 % würden die Operation nicht wiederholen.
Viele Frauen berichteten, nach der Operation über einige Wochen hinweg Schmerzen gehabt zu haben, vielfach wurden sie vom Arzt nicht vollständig korrekt über Prozedur und Resultate aufgeklärt. Eine 2010 durchgeführte Multicenterstudie zu den Ergebnissen plastischer Genitalchirurgie mit 258 Patientinnen (187 mit Schamlippenverkleinerung, allein oder in Kombination mit Klitorisvorhautkürzung oder Vaginoplastie) über einen Nachuntersuchungszeitraum von 6 bis 42 Monaten ergab, dass 91,6 % der Frauen mit den Ergebnissen der Operation zufrieden waren. Es zeigten sich keine bedeutenden Komplikationen.

## Ästhetisch motivierte Schamlippenverkleinerung als Modetrend

### Wachsende Nachfrage
Ästhetisch begründete Schamlippenverkleinerungen wurden erstmals im Jahr 1984 beschrieben und diskutiert.
Die Nachfrage nach dieser Form des plastisch-chirurgischen Eingriffs hat in den letzten Jahren stark zugenommen. In den USA verzeichnen die Eingriffe Zuwachsraten von 30 %. In einer Umfrage einer amerikanischen Frauenzeitschrift gab rund ein Drittel aller befragten Frauen an, eine Schamlippenverkleinerung möglicherweise in Betracht zu ziehen (obwohl bei vielen der Frauen die Schamlippen nicht übermäßig vergrößert waren). In Großbritannien stellt der Eingriff den am schnellsten wachsenden Bereich innerhalb der plastischen Chirurgie dar, die Nachfrage nach einer Schamlippenverkleinerung stieg im Jahr 2008 gegenüber dem Vorjahr um 300 %, seit 2005 sogar um 700 %.
Der Großteil der Schamlippenverkleinerungen wird im privat finanzierten Sektor vorgenommen, es gab jedoch selbst im National Health Service, dem staatlichen Gesundheitssystem, eine Verdoppelung der Operationen über einen Zeitraum von vier Jahren (2008). In Österreich hat sich die Zahl der durchgeführten Schamlippenverkleinerungen von 2001 bis 2011 verfünffacht.
Auch in Deutschland stellen Schamlippenverkleinerungen „ein stark boomendes Segment“ dar. Während eine für 2005 vorliegende Hochrechnung noch auf rund 1000 Eingriffe schließen ließ, ergab die Hochrechnung für 2011 bereits 5400 „Schamlippenkorrekturen“.
Den Trend zu operativen Veränderungen der Schamlippen gibt es auch innerhalb der Body-Modification-Szene.

### Gründe für die Zunahme ästhetisch motivierter Eingriffe

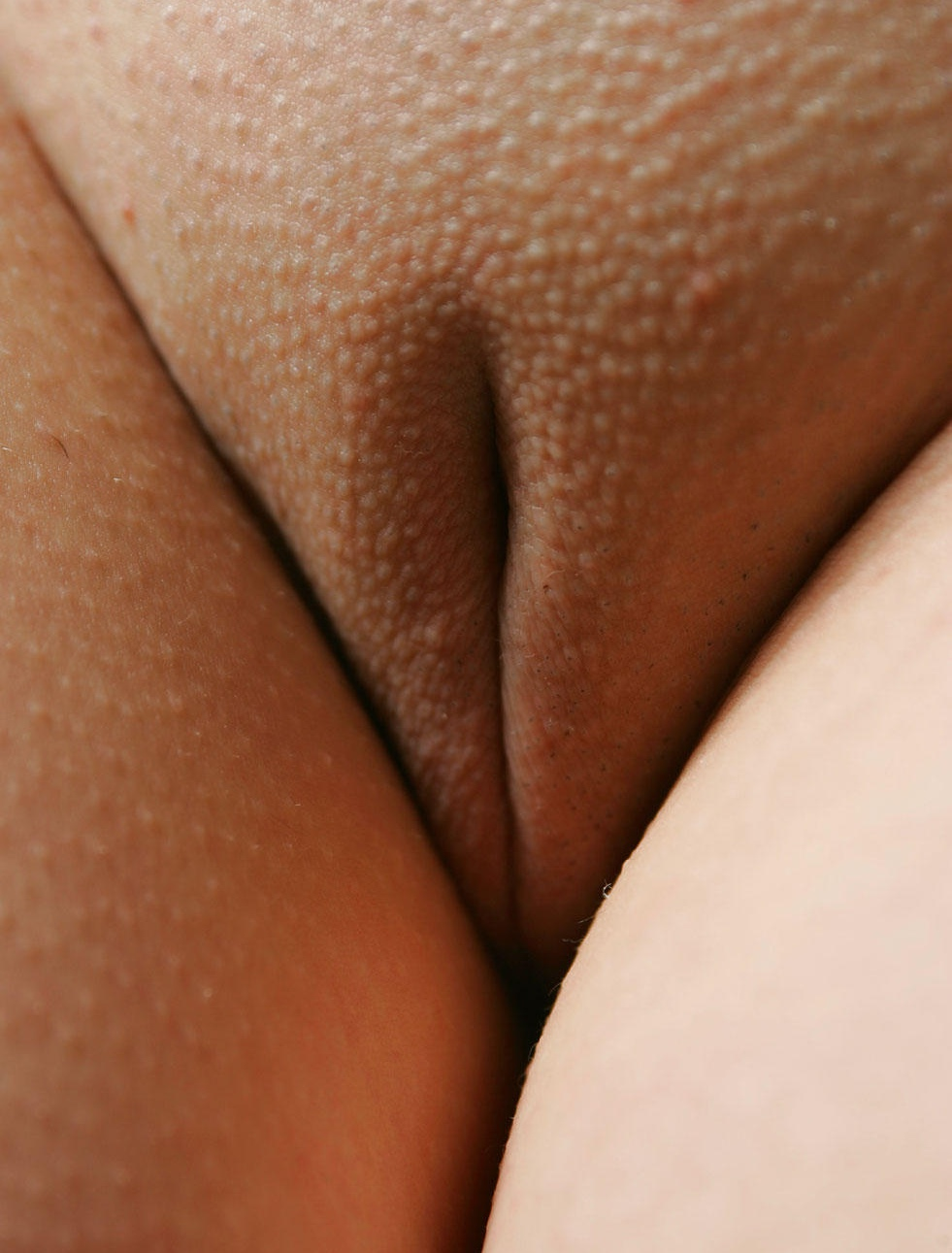
Der clean slit („makelloser Schlitz“) als Schönheitsideal:
haarlose Vulva ohne sichtbare innere Schamlippen

Die ästhetisch motivierte Schamlippenverkleinerung wird kulturell als Teil eines umfassenderen Körperkults bei Frauen verstanden. Als spezifische Gründe für den Nachfrageanstieg werden mehrere zusammenhängende Faktoren angenommen, die der Arzt und Vorstand für Qualitätsmanagement im Klinikum Nürnberg, Michael Krause, zusammenfasst:

„Ursache ist die zunehmende mediale Vermarktung von Fotos, Videos oder Filmen mit bzw. von nackten Frauen. Die Modeerscheinung eines rasierten bzw. teilrasierten weiblichen Genitales hat sich bei unter 30-jährigen Frauen allgemein durchgesetzt. Deren bildliche Darstellung in den verschiedenen Medien lenkt die öffentliche Aufmerksamkeit mehr denn je auf diesen Intimbereich. Dadurch wird ein Ideal geprägt, welches von vielen jungen Frauen zu erreichen versucht wird. Dabei wird aber allzu leicht vergessen, dass Bilder in Hochglanzmagazinen und Trend-Zeitschriften häufig nachbearbeitet, ‚makelbelegte‘ Partien retuschiert, technisch korrigiert und somit idealisiert werden.“

„In den Vereinigten Staaten teilen uns die Bilder kommerzialisierter Frauenkörper permanent mit, dass unsere Körper nicht perfekt sind. Es gibt vaginale Schönheitsoperationen, damit die Genitalien mehr aussehen wie in Pornoheften. Wir haben unrealistische Vorstellungen wegen retuschierter Hochglanzfrauenkörper.“

#### Popularität der Intimrasur
Bei beiden Geschlechtern, insbesondere jedoch bei Frauen und in jüngeren Altersgruppen, wurde es populärer, das Schamhaar zu entfernen. Die vollständige Intimrasur kam Ende der 1990er Jahre in Mode. 2009 bekannte sich in einer für Deutschland repräsentativen Befragung junger Erwachsener zwischen 18 und 25 Jahren die Hälfte aller Frauen zur Intimrasur; eine zuvor durchgeführte Erhebung unter Studentinnen der Medizin und Psychologie ergab sogar einen Anteil von 88 % für diese Bevölkerungsgruppe. Durch Schamhaarentfernung können Ausprägungen der Schamlippen sichtbarer werden, die subjektiv als unästhetisch angesehen werden können. Die zunehmende Popularität fällt zeitlich mit der ansteigenden Nachfrage nach weiblichen Genitaloperationen zusammen.

#### Entstehung eines genitalen Schönheitsideals
Dem Medizinpsychologen und -soziologen Elmar Brähler zufolge entwickeln sich durch die „neue Sichtbarkeit“ der äußeren weiblichen Genitalien Schönheitsideal und Gestaltungsgebot auch für diese Körperregion:

„Knapper werdende Badebekleidung sowie die starke Präsenz von Nacktheit in den Medien tragen dazu bei, dass sich für diese Bereiche ästhetische Normen herausbilden. Speziell für den Bereich der Intimrasuren bei Frauen lässt sich sagen, dass es die ‚neue‘ Sichtbarkeit der äußeren weiblichen Genitalien ist, die dazu führt, dass sich auch hier Schönheitsnormen herausbilden: Erstmals entwickelt sich eine allgemeingültige – für weite Schichten der Bevölkerung – verbindliche Intimästhetik. Eine bis dato primär zur Privatsphäre zählende Körperregion – die Schamregion – unterliegt fortan einem Gestaltungsimperativ.“

Das genitale Schönheitsideal beschreibt Stefan Gress, Facharzt für Plastische und Ästhetische Chirurgie, wie folgt:

„Das ästhetische Ideal ist die Form der Vulva einer jugendlichen Frau, in der straffe, volle äußere Schamlippen die inneren vollständig bedecken, ähnlich der Silhouette einer Muschel.“

In einer 2010 in den Niederlanden durchgeführten Studie gaben 90 % aller Ärzte (darunter Allgemeinmediziner, Gynäkologen sowie Chirurgen) an, dass eine „Vulva mit sehr kleinen inneren Schamlippen am ehesten dem gesellschaftlichen Schönheitsideal entspricht“.

#### Einfluss der Medien
In vielen Erotik-, Lifestyle- und Softporno-Magazinen, wie zum Beispiel dem Playboy und vergleichbaren Medien, „gelten neben einer vollständigen Rasur unsichtbare innere Schamlippen heute als Standard“. Die inneren Schamlippen werden mittels Grafikbearbeitung entfernt, per Weichzeichnung unkenntlich gemacht oder die Frauen so fotografiert, dass diese nicht sichtbar sind. Im Ergebnis erscheint der weibliche Genitalbereich auf einen schmalen, glatten Spalt reduziert. Einerseits soll damit den (vermeintlichen) ästhetischen Bedürfnissen der Leser und Konsumenten entsprochen werden. Andererseits existieren juristische Schranken: Sichtbare innere Schamlippen können unter den Jugendschutzbestimmungen einiger Länder als detailgetreue Darstellung der Genitalien verstanden werden und den freien Verkauf der Zeitschrift verhindern. Der 2010 innerhalb einer wissenschaftlichen Studie erfolgte statistische Vergleich von Vulva-Darstellungen in verschiedenen Medien bestätigte diese Entwicklung. Im Vergleich zu medizinischer Literatur sowie feministischen Publikationen waren die inneren Schamlippen in pornographischen Abbildungen signifikant kleiner und zeigten eine geringere Varianz.
Die Psychologin Lih Mei Liao und die Gynäkologin Sarah M. Creighton, Autorinnen eines BMJ-Artikels aus dem Jahr 2007, berichten, dass ihre Patientinnen durchgehend eine flache Vulva wünschten, ähnlich der „vorpubertären Ästhetik aus der Werbung“. Die Frauen brächten häufig pornografische Fotos mit, um das gewünschte Aussehen zu „illustrieren“. Die Illustrationen stammten gewöhnlich aus der Werbung oder der Pornografie und wären immer selektiv und möglicherweise digital verändert. Es wird vermutet, dass heutige Normvorstellungen der Mädchen und Frauen von manipulierten Darstellungen und Darstellungen operativ verkleinerter Labien geprägt werden.
In einer psychologischen Studie wurden Probandinnen entweder mit Fotos von Schamlippen vor beziehungsweise nach einer Schamlippenverkleinerung sowie Fotos aus dem Playboy konfrontiert. Die Frauen sollten nun die Länge ihrer eigenen Schamlippen schätzen. Jene Frauen, welche die Playboy-Fotos oder die Fotos operierter Schamlippen zu sehen bekamen, schätzten ihre eigenen Schamlippen als signifikant länger ein als Frauen, die vorher Aufnahmen von Schamlippen vor der Operation sahen. Die Bilder dienten ihnen direkt als Vergleichsmaßstab.
Eine repräsentative Umfrage in den Niederlanden unter Frauen verschiedener Altersgruppen in den Jahren 2007 und 2008 ergab, dass 95 % der Teilnehmerinnen regelmäßig ihre kleinen Schamlippen begutachten. 43 % empfanden das Aussehen der Labia minora als wichtig. 95 % der Befragten hatten in den letzten zwei Jahren von der Möglichkeit der chirurgischen Schamlippenverkleinerung erfahren, wobei 78 % dieses Wissen über die Medien (hauptsächlich Fernsehen und Zeitungen) erlangten. Die Autoren der Studie vermuten, dass die Ergebnisse den Einfluss der erhöhten Medienberichterstattung zum Thema widerspiegeln.

### Kontroverse und Kritik
Die zunehmende Verbreitung der Schamlippenverkleinerung und das damit verbundene „genitale Schönheitsideal“ wird von verschiedenen Seiten kritisiert. Dabei wird sowohl der Eingriff als solcher in Frage gestellt, als auch die gesellschaftlichen Entwicklungen, die Frauen zu dem Eingriff motivieren. Die Fachorganisation Medical Women’s International Association äußerte sich 2012 in einer Stellungnahme kritisch gegenüber „intimchirurgische Eingriffe aus rein ästhetisch-kosmetischen Gründen“. Laut Vizepräsidentin Waltraud Diekhaus würde „den Frauen eingeredet, alle Schamlippen müssten gleich und möglichst jugendlich aussehen.“ Abweichungen würden als OP-Indikation dargestellt. Das sei nicht akzeptabel.

#### Falsche Normvorstellungen und mangelnde Aufklärung
Die habilitierte und auf Körperoptimierung, Schönheitschirurgie und Identitäts- und Persönlichkeitsstörungen spezialisierte Psychoanalytikerin Ada Borkenhagen erkennt in dem Trend zur „Designer Vagina“ Ambivalenzen: Einerseits seien genitalchirurgische Eingriffe bei Frauen im Westen „fast immer“ mit dem Argument „mehr Orgasmusfähigkeit“ begründet; damit würde eine befreite weibliche Sexualität vorausgesetzt beziehungsweise gefördert. Andererseits sei mit der Vorstellung, dass nur ein perfekt jugendlich aussehendes Genital guten Sex haben könne, auch eine erhebliche neue kulturelle Einschränkung weiblicher Sexualität verbunden. Die gesundheitlichen Risiken kosmetischer Genitalchirurgie würden von Anbietern und Medien in der Regel bagatellisiert. Besonders die Verkleinerung der Labien werde oft als „kleiner Eingriff“ dargestellt. Komplikationen könnten aber auch hier schwerwiegende Funktions- und Empfindungseinschränkungen zur Folge haben. Zudem gebe es keinen wissenschaftlichen Nachweis dafür, dass diese Eingriffe anhaltende psychische oder funktionelle Verbesserungen bewirken. Laut Borkenhagen verbergen sich hinter dem Wunsch nach einem genitalchirurgischen Eingriff oft Depressionen, narzisstische Störungen, Sexualstörungen oder Reifungskonflikte. Der „medial geschürten“ Unzufriedenheit von Frauen und Mädchen mit ihren Genitalien sollte durch Information und Bewusstseinsbildung entgegengetreten werden.
Die Psychologin Lih Mei Liao und die Gynäkologin Sarah M. Creighton vermuten, dass die Entscheidungen der Frauen zu chirurgischen Veränderungen am Genital auf irregeleiteten Annahmen über die Normalmaße beruhen könnten. Eine britische Studie aus dem Jahre 2005, an der 50 Frauen teilnahmen, fand eine große Varianz bei der Vermessung der äußeren Genitalien. Die Autoren fordern, dass Frauen, die einen chirurgischen Eingriff an den Genitalien erwägen, über diese Erkenntnis aufgeklärt werden sollten. Selbst innerhalb der Ärzteschaft wird der Begriff der „Hypertrophie“, also der abnormen Vergrößerung, auf Schamlippen angewendet, die innerhalb des statistischen Normbereichs liegen. Den betroffenen Frauen wird damit ein nicht vorhandener Defekt suggeriert.
Marchitelli et al. stellten 2010 im Rahmen einer retrospektiven Falluntersuchung fest, dass in ihrer Klinik die meisten Interessentinnen für plastisch-chirurgische Eingriffe im Vulvovaginalbereich keiner Operation bedurften und lediglich eine Aufklärung bezüglich der weiblichen Anatomie und Sexualität erhielten. Nach der Erfahrung der Autoren gebe es auf Seiten der Interessentinnen übertriebene Erwartungen an die Möglichkeiten von ästhetisch-chirurgischen Eingriffen im Vulvovaginalbereich. Es würde sogar erwartet, dass die chirurgischen Verfahren sexuelle Störungen behandeln, die keinen anatomischen Hintergrund haben. Marchitelli u. a. fordern daher, dass bei der Erarbeitung von Indikationen für plastisch-chirurgische Eingriffe im Vulvovaginalbereich auch jene Fälle berücksichtigt werden, in denen Patientinnen ohne Operation geholfen werden konnten. Darüber hinaus finden sich Berichte, wonach von Gynäkologen der Vorschlag zur Schamlippenverkleinerung an die Patientin herangetragen wurde, ohne dass diese sich vorher unzufrieden gezeigt oder von Problemen berichtet hatte.

#### Kritik am Schönheitsideal
Es wird das durch Medien und Pornografie übermittelte Schönheitsideal kritisiert. Diese bisher private Körperregion wird nun, dem restlichen Körper folgend, einer gesellschaftlichen, ästhetischen Norm unterworfen. Straffheit und Glattheit werden als wünschenswert erachtet: Die „Scham wird zum zweiten Gesicht der Frau“. Insbesondere soll die Vulva einem jugendlichen Erscheinungsbild entsprechen: „altersbedingt erschlaffte Schamlippen“ werden in einen juvenilen Zustand zurückversetzt, das „Ideal ist die jugendliche Schamlippe“.
Die vollständige Entfernung der inneren Schamlippen wird mitunter als Youth (Jugend)-Look oder Barbie-Look beworben. Die idealisierte Vulva ist haarlos und ohne vorstehende Hautpartien, sichtbar heraushängende Schamlippen hingegen werden mit Alter und Schlaffheit in Verbindung gebracht.
Aus feministischer Sicht stellt die Ausrichtung an diesem Schönheitsideal eine Form männlicher Dominanz über den weiblichen Körper dar: Auf Kosten einer anatomischen Vielfalt führt die Schamlippenverkleinerung zu einer an männlich-visuellen Wünschen orientierten „Einheitsvulva“.
So sieht Christa Stolle, Geschäftsführerin der Frauenrechtsorganisation Terre des Femmes, männliche Präferenzen als ursächlich für die Nachfrage nach Schamlippenverkleinerungen und als Ausdruck von Gewalt gegen Frauen:

„Die Definitionsmacht des männlichen Blicks ist eine Form von struktureller Gewalt, der sich zu beugen und für die zu bluten immer mehr Mädchen und Frauen bereit sind. Dass zumeist junge Mädchen entscheiden, dass sie ‚untenrum‘ nicht hübsch genug seien und bis zu 4000 Euro dafür sparen, eine schmallippige, haarlose, farblich unauffällige, geschlossene und somit kindliche Designermöse wie aus dem Hause Mattel geschnitzt zu bekommen, ist traurig.“

#### Unklare Abgrenzbarkeit zur Genitalverstümmelung
Die Schamlippenverkleinerung wird von der Beschneidung weiblicher Genitalien unterschieden, wie sie in einigen afrikanischen Ländern praktiziert wird. Die Frauenbeschneidung schränkt die Lustfähigkeit der Frau im Gegensatz zur Schamlippenverkleinerung meist ein. Während es bei ersterer oft auf die Amputation der Klitoris oder Teile dieser hinausläuft beziehungsweise die Vagina verschlossen wird, werden Klitoris und Vagina bei den in westlichen Ländern durchgeführten Operationen meist nicht einbezogen. Der Einbezug der Klitoris wird von Edvin Turkof von der Medizinischen Universität Wien als entscheidender Unterschied herausgestellt:

„Das eine sind die Schamlippen, die kann man korrigieren, wenn sie störend vergrößert sind. Das andere ist die Klitoris – und das ist die Grenze. Die darf man nicht anrühren.“

Das Hauptkriterium zur Unterscheidung ist wohl eher darin zu sehen, dass der Eingriff in Afrika meist an Kindern ohne deren Zustimmung durchgeführt wird. In der westlichen Welt ist es eine Operation, zu der sich eine erwachsene Frau aufklären lässt und freiwillig entscheidet. Aber auch dieses Kriterium gilt nicht uneingeschränkt, da zumindest bei einigen Ethnien die Beschneidung im Erwachsenenalter durchgeführt wird. Oftmals wird jedoch selbst bei erwachsenen afrikanischen Frauen eine geringere Einwilligungsfähigkeit unterstellt. Inwiefern sich beide Praktiken (bei Erwachsenen) bezüglich „Freiwilligkeit“ und „Einwilligung“ voneinander abgrenzen lassen, ist jedoch umstritten.
Seitens der Frauenrechtsorganisation Equality Now wird die Befürchtung geäußert, dass politische Initiativen gegen die Frauenbeschneidung in Afrika, auch „Weibliche Genitalverstümmelung“ genannt, durch die zunehmende freiwillige „Genitalveränderung“ im Westen an Glaubwürdigkeit verlören.
Almut Dorn, Psychologin im Bereich der gynäkologischen Psychosomatik, bemerkte dazu:

„Gerade im Hinblick auf die westeuropäischen Bemühungen, gegen initialisierende Beschneidungen von Mädchen vorzugehen, erscheint es verwunderlich, dass europäische Mädchen sich freiwillig ‚beschneiden‘ lassen.“

Der irische Associate Professor der Biostatistik, Ronán M. Conroy, betrachtet die vom Vergleich mit pornographischen Fotos inspirierte, ästhetisch-motivierte Schamlippenverkleinerung als eine in modernen westlichen Gesellschaften etablierte Form der sogenannten weiblichen Genitalverstümmelung:

„Mit anderen Worten, es werden fortwährend Frauen verstümmelt, damit sie zu männlichen Masturbationsphantasien passen.“

Conroy verweist darauf, dass die WHO-Definition für „Weibliche Genitalverstümmelung“ alle Verfahren erfasse, bei denen weibliche Geschlechtsorgane aus nichttherapeutischen Gründen teilweise oder vollständig entfernt oder beschädigt werden. Die Praxis der weiblichen Genitalverstümmelung sei nirgendwo auf der Welt im Anwachsen – „ausgenommen in unseren sogenannten entwickelten Gesellschaften“. Conroy zufolge ist es die westliche Medizin, die die Verbreitung der weiblichen Genitalverstümmelung vorantreibt, indem sie die Angst von Frauen schürt, ein Problem zu haben, „das des Messers bedürfe“.
Auch Marge Berer, Editorin der Fachzeitschrift Reproductive Health Matters, bewertet die Schamlippenverkleinerung als eine Verstümmelung weiblicher Genitalien und kritisiert die ungleiche rechtliche Behandlung von kosmetischer Genitalchirurgie und traditionellen Beschneidungen. Sie sieht in der Schamlippenverkleinerung nach dem britischen FGM-Gesetz eine strafbare Handlung gegeben und fordert eine entsprechende Verfolgung.
Obwohl ein Vergleich von durchführenden Schönheitschirurgen verworfen wird, sind die Grenzen zwischen den Eingriffen bei genauerer Betrachtung weniger klar definiert.
Nicht für alle in Afrika praktizierten Formen der Beschneidung gilt, dass dabei die Klitoris einbezogen wird. Auch ein Verschließen der Vagina, die sogenannte Infibulation, stellt in Afrika die Ausnahme und nicht die Regel dar und ist regional begrenzt. Bezüglich der anatomischen Veränderungen sind viele Formen der Beschneidung weiblicher Genitalien mit der Schamlippenverkleinerung vergleichbar. Auch eine – auf die Schamlippen beschränkte – Operation ohne medizinische Notwendigkeit fällt eigentlich unter die Definition der WHO für „Weibliche Genitalverstümmelung“, was von der Organisation selbst erkannt und problematisiert wird:

“Some practices, such as genital cosmetic surgery […], which are legally accepted in many countries and not generally considered to constitute female genital mutilation, actually fall under the definition [of FGM] used here.”

„Einige Praktiken, wie kosmetische Genitalchirurgie […], die in vielen Ländern legal sind und nicht generell als weibliche Genitalverstümmelung angesehen werden, fallen eigentlich unter die hier verwendete Definition [von FGM].“

#### Werbung und wirtschaftlicher Kontext
Ein Großteil der Operationen wird von privaten plastischen Chirurgen durchgeführt, die im Durchschnitt für die Operation zirka 800 Euro verlangen, jedoch oft auch weit über 1000 Euro. In öffentlichen Kliniken wird weit weniger dafür berechnet. Im Vergleich zu anderen gynäkologisch-chirurgischen Eingriffen machte die relativ einfache und schnell durchzuführende Schamlippenverkleinerung große Gewinnspannen möglich. Der Eingriff wird folglich zunehmend von privaten Ärzten und Kliniken angeboten und entsprechend beworben. Die US-amerikanische Autorin und Essayistin Marie Myung-Ok Lee thematisierte in einem Beitrag für das Magazin The Atlantic unter der Überschrift „Perverse Incentives“ den wirtschaftlichen Kontext, in dem der Eingriff in der Regel stattfindet. Stefan Gress, der als Facharzt für Plastische und Ästhetische Chirurgie selbst Schamlippenverkleinerungen anbietet, behauptet in einem Artikel für das Internetportal Medführer, dass „eine Vielzahl der Frauen“ unter „unschönen Variationen“ im äußeren Genitalbereich „leiden“ würden. Die Werbemonitore der U-Bahn Hamburg wurden benutzt, um auf Adressen der Anbieter von Schamlippenverkleinerungen aufmerksam zu machen. Es wird kritisiert, dass die Werbung:

„[…] suggeriert, dass tatsächlich ein Zusammenhang zwischen unzureichender Genitalästhetik und Selbstbewußtsein besteht, und dass dieser operativ ursächlich behandelt werden kann.“

Des Weiteren entsteht ein Sekundärmarkt für Weiterbildungen und Seminare, bei denen Ärzte die für die Durchführung der Operation notwendigen Techniken (sowie deren Vermarktung) erlernen können. Diese werden auf Fachkongressen beworben und können bis zu 75.000 US-Dollar kosten.

### Gesellschaftliche Reaktionen

#### Feministischer Protest

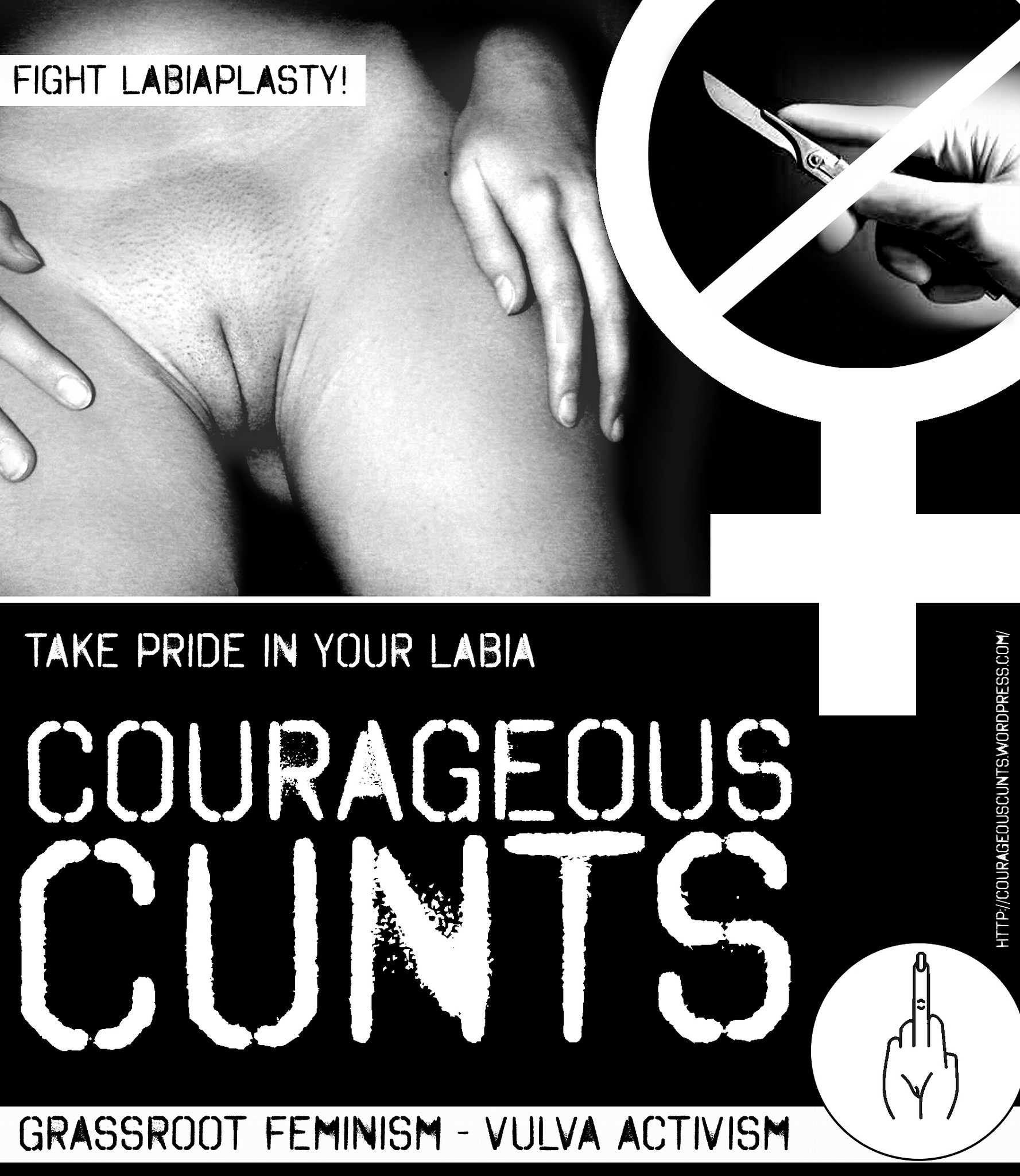
Courageous Cunts – Protestflyer gegen Schamlippenverkleinerungen, 2012

Die in New York ansässige, feministische New View Campaign richtet sich gegen eine „Medikalisierung des Geschlechts“ und in diesem Zusammenhang auch gegen kosmetisch motivierte Schamlippenverkleinerungen. Neben Informationsveranstaltungen und Publikationen organisierte die Vereinigung im Jahre 2008 einen öffentlichen Protest vor dem Manhattan Center for Vaginal Surgery. Initiatorin ist die Psychologin und Sexualtherapeutin Leonore Tiefer. Sie fordert ein Werbeverbot für kosmetische Intimchirurgie, solange wissenschaftlich nicht belegt ist, dass Frauen von diesen Eingriffen profitieren und ihnen damit nicht geschadet wird. Im Jahr 2011 wurde unter dem Titel VULVANOMICS:2011 eine Initiative gestartet, die aus Unterschriftensammlungen, Protestvideos sowie Demonstrationen vor Schönheitkliniken, die die Operation anbieten, bestand.
Im Dezember 2011 wurde in der Londoner Harley Street der Muff March (englisch Muff: umgangssprachlich die Vulva) als Protestveranstaltung gegen Schönheitsoperationen im weiblichen Intimbereich durchgeführt. Die Veranstaltung wurde vom britischen Feministenverband UK-Feminista organisiert.
Das vom britischen Wellcome Trust unterstützte Centrefold Project widmet sich der kritischen Aufklärung. Über Interviews mit Wissenschaftlerinnen und Animationsfilme soll der Diskurs zum Thema Schamlippenverkleinerung angeregt werden. Am Projekt beteiligt sind unter anderem die Feministin und Psychoanalystin Susie Orbach sowie Jamie McCartney, deren auf Gipsabdruck basierende Skulpturen The great Wall of Vagina Bekanntheit erlangten.
Die sich als feministisch verstehende Cyberaktivismus-Gruppe Courageous Cunts (dt.: „Mutige Mösen“) protestiert seit 2012 im Internet gegen eine aus ihrer Sicht bestehende „Allianz zwischen der Pornographie und der medizinischen Industrie“ und deren „Kampagne, uns die perfekten Schamlippen zu verkaufen“.

#### Erarbeitung ethischer Standards
Die zunehmende Nachfrage nach ästhetisch motivierten Schamlippenverkleinerungen hat unter Medizinern und Medizinethikern zu der Forderung geführt, ethische Standards in Hinsicht auf den Umgang mit Patienten zu etablieren. Diese können, neben den Ergebnissen der Operation, als Maßstab herangezogen werden, um die Qualität eines Arztes bzw. einer Klinik zu beurteilen. Dazu sollte von folgenden Grundsätzen ausgegangen werden:
- Selbstbestimmungsrecht: Die freie und aufgeklärte Entscheidung ist die Grundlage für die Durchführung der Operation. Der Arzt muss diese im Vorfeld sicherstellen und Zweifeln an dieser nachgehen. So sollten psychische Störungen, insbesondere Depressionen und körperdysmorphe Störungen, als Ausschlusskriterium dienen. Es sollte im Gespräch abgeklärt werden, ob die Patientin aufgrund äußerer Zwänge, beispielsweise auf Wunsch von Freund oder Ehemann, die Operation fordert. Nicht zuletzt sollte es der Arzt selbst unterlassen, durch fehlleitende Aussagen sein Angebot zu bewerben.
- Primum non nocere: Es soll, als oberster Grundsatz, Schaden vermieden werden. Schaden lässt sich in diesem Zusammenhang als unerwünschte Folge für die Patientin verstehen. Über die Möglichkeit dieser Komplikationen muss die Patientin aufgeklärt werden. Zu diesem Grundsatz gehört auch, die Operation zu verweigern, wenn Zweifel an der Durchführbarkeit gegeben sind.
- Fürsorge: Der Zustand der Patientin soll durch die Operation verbessert werden. Für den Fall einer ästhetisch motivierten Schamlippenverkleinerung bedeutet dies, dass die Patientin mit dem Erscheinungsbild ihrer Schamlippen hinterher zufriedener ist als vorher. Konkret kann dies heißen, dass der Arzt über ein breites Spektrum von Fertigkeiten und Techniken verfügt und diese situations- und patientengerecht anwenden kann. So bestehen verschiedene operative Verfahren zur Schamlippenverkleinerung, wobei viele Ärzte nur ein Verfahren beherrschen bzw. anwenden. Jedoch können unterschiedliche Voraussetzungen in der Anatomie oder aber das gewünschte Resultat (ob eine Anpassung der Symmetrie, eine Verkleinerung oder vollständige Entfernung der inneren Schamlippen gewünscht wird) unterschiedliche Techniken nahelegen. So sollten Ärzte bestrebt sein, sich verschiedene Techniken anzueignen. Dazu sollten von Seiten von Fachgesellschaften und Verbänden verstärkt Möglichkeiten von Schulungen und Lehrgängen angeboten werden, da die Techniken der Schamlippenverkleinerung bisher in der Ausbildung nicht oder nur wenig gelehrt werden.
- Gerechtigkeit: Diese Forderung kann sich im Fall einer freiwilligen und nicht-indizierten Operation nur auf ein faires Geschäftsverhältnis beziehen. Dazu gehört eine angemessene Preisgestaltung, die dem – vergleichsweise geringen – Aufwand des Eingriffs angemessen ist. Auch sollte ein Arzt davon absehen, medizinisch nicht notwendige Eingriffe über die Krankenversicherung abzurechnen.

In Deutschland (von der Deutschen Gesellschaft für Gynäkologie und Geburtshilfe sowie der Deutschen Gesellschaft für Intimchirurgie und Genitalästhetik) wie auch in Österreich (vom Wiener Programm für Frauengesundheit) wurden Leitlinien für die Durchführung der Schamlippenverkleinerung erstellt.

#### Aufklärung Jugendlicher

Alter der ersten Unzufriedenheit mit den inneren Schamlippen: Ergebnis einer Befragung von Schamlippenverkleinerung-Patientinnen

Der Großteil der nachgefragten Operationen ist nicht durch körperliche Probleme, sondern durch eine selbstempfundene Unzufriedenheit mit dem Aussehen der Vulva bedingt. Dies gilt gerade für jüngere Frauen und Mädchen, wobei davon ausgegangen werden kann, dass insbesondere in dieser Generation das Normbild einer „idealen Vulva“ am weitesten etabliert ist. Hervorstehende innere Schamlippen werden als „uncool“ betrachtet.
Einer Umfrage unter Jugendlichen zufolge würde von allen Körperregionen der Intimbereich am ehesten für eine Schönheitsoperation in Frage kommen. Der Psychologe Erich Kasten vom Institut für Medizinische Psychologie in Magdeburg gibt die Verunsicherung einer jungen Frau wie folgt wieder:

„Irgendwie habe ich mich nackt immer noch nackter gefühlt. Bei meiner besten Freundin war zu Schulzeiten immer nur ein zarter Schlitz zu sehen, bei mir hingegen wurden die Schamlippen immer durch meine herausquellenden Labien auseinander gedrückt und ich hatte das Gefühl, alle Welt würde mich anstarren in der Sauna, unter der Dusche, beim Sport etc.“

Die Gründe dafür dürften in der, im Vergleich zu früheren Generationen, starken Exposition zur Pornografie im Internet und deren Rolle für die Sozialisation Jugendlicher spielen. Eine Vorstellung davon, wie das Ideal eines weiblichen Genitals auszusehen hat, bekommen Jugendliche beiderlei Geschlechts oftmals durch Bilder in den Medien, wobei die Schamlippen aus oben genannten Gründen digital bearbeitet wurden.
So liegt eine Vorstellung davon vor, was gesellschaftlich akzeptabel und von potentiellen männlichen Geschlechtspartnern gewünscht ist, nicht jedoch was biologisch und anatomisch normal ist.

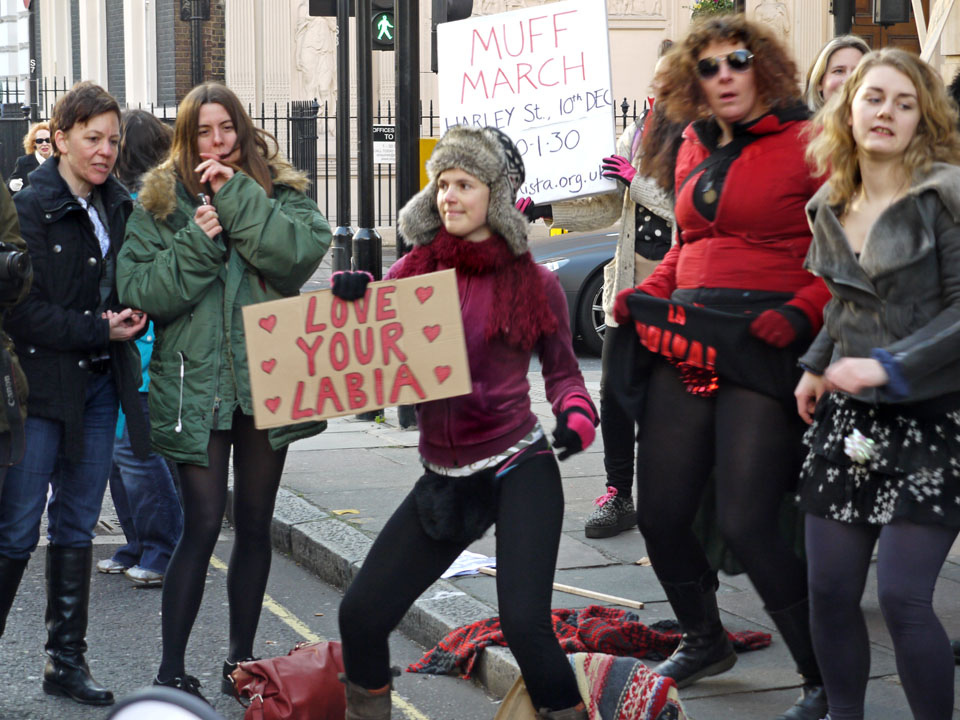
„Love your Labia! (Liebe deine Schamlippen!)“ – Plakat auf dem Londoner Muff March (2011)

Es sollte laut Bettina Weidinger, Sexualberaterin am Institut für Sexualpädagogik der Österreichischen Gesellschaft für Sexualforschung, Ziel sein, den jungen Mädchen eine Akzeptanz für die eigene körperliche Beschaffenheit zu vermitteln:

„Meine Schamlippen sehen zwar anders aus als die der anderen, dafür sind es meine, sie gehören zu mir, sind Teil meiner Individualität und haben deswegen einen besonderen Wert.“

Eine Unzufriedenheit mit den eigenen Schamlippen besteht oftmals unabhängig von einer vermeintlichen objektiven Hypertrophie. Ein Großteil der Mädchen und Frauen, die eine Schamlippenverkleinerung wünschen, empfindet ihre Genitalien als „unnormal“, obwohl sich diese durchaus in der physiologisch-anatomischen Schwankungsbreite oder auch im Normbereich befinden. Anatomische Normalität und gesellschaftliche Norm werden nicht klar getrennt. Gerade unter Mädchen zu Beginn der Pubertät können Abweichungen von diesen Normerwartungen zu Unsicherheiten und Selbstzweifeln führen. Eine mögliche Prävention besteht in der frühzeitigen Wissensvermittlung über die Beschaffenheit der Genitalien im Rahmen der Sexualpädagogik. Die Professorin für Gesundheitswissenschaften der Universität Hamburg, Ingrid Mühlhauser, äußerte hierzu:

„Es müsse viel stärker ins öffentliche Bewusstsein gelangen, dass es ein Spektrum der Normalität und des Variantenreichtums des menschlichen Körpers gebe, das nicht einer bestimmten Norm entsprechen sollte.“

Dazu gehört insbesondere auch die Präsentation von Bildmaterial nicht-operierter Genitalien, um ein differenziertes Bild der natürlichen Varianz der Schamlippen zu vermitteln. So zeigt sich beispielsweise die Jugendzeitschrift Bravo bestrebt, ein realistisches Körperbild zu vermitteln, indem auf fotografischen Abbildungen unretouchierte Genitalien in ihrer natürlichen Vielfalt dargestellt werden.

## Rechtliche Situation

### Durchführung bei Erwachsenen
Wie bei anderen ästhetisch motivierten Eingriffen werden auch bei einer nicht-indizierten Operation an den äußeren Geschlechtsorganen sehr hohe Anforderungen an die präoperative Aufklärung in Bezug auf Ausführlichkeit und Schonungslosigkeit gestellt. Da sich die gynäkologische Schönheitschirurgie aber mit psychosexuell besonders bedeutenden Körperregionen beschäftigt, ist hier darüber hinaus ein besonders einfühlsamer Umgang mit Motivation, Zielvorstellungen und Aufklärung der Patientin notwendig. Ärzte sollen ihre Patientinnen daher vor der Operation über die Normalität ihrer Entwicklung und ihres Erscheinungsbildes aufklären. Ein ausführliches ärztliches Gespräch sollte vor dem Eingriff durchgeführt werden, im Fall von Hinweisen auf psychische Probleme unter Hinzuziehung eines Psychologen oder Psychiaters.
Das Oberlandesgericht Düsseldorf sprach 1984 einer Frau, der ein Chirurg auf eigenen Wunsch die Schamlippen verkürzt hatte, dafür Schmerzensgeld zu. Zur Begründung führte das Gericht aus, für die Operation habe keinerlei medizinische Indikation bestanden. Der Arzt hätte vor dem Eingriff einen Psychologen oder Psychiater zu Rate ziehen müssen, um „Ursache und Ausmaß der psychischen oder sexuellen Fehlhaltung zu ermitteln“. Es liege eine Körperverletzung ohne wirksame Einwilligung vor.
Außerhalb einer klaren Rechtsgrundlage findet die Schamlippenverkleinerung in der Body-Modification-Gemeinde statt. Der Eingriff wird dabei inoffiziell von professionellen Piercern durchgeführt. Während in Deutschland dazu bisher keine Urteile vorliegen, hat dies sowohl in den USA als auch in Kanada zu Verhaftungen geführt. Das Verhalten der Justiz wurde innerhalb der Szene als entmündigend kritisiert. In allen Fällen hatten erwachsene Frauen sich unter Einwilligung dazu entschieden.

### Durchführung bei Minderjährigen
Die Einwilligungsfähigkeit der Patientin muss in allen Fällen vor der Operation sichergestellt sein. Ein Großteil der Anfragen für eine Schamlippenverkleinerung kommt von jungen erwachsenen Frauen und älteren Teenagern, jedoch auch von jüngeren, teilweise unter 14-jährigen Mädchen. Rechtlich problematisch ist die Schamlippenverkleinerung besonders bei jugendlichen, nicht volljährigen Mädchen. Von diesen geht eine stark zunehmende Nachfrage nach der Operation aus. Die Einwilligungsfähigkeit ist gerade in jenen Fällen jedoch fraglich. Wie bei allen medizinisch nicht notwendigen, sondern rein ästhetischen oder sexuellen Gründen dienenden Eingriffen sollte daher bei unter 16-Jährigen die Einwilligung der Erziehungsberechtigten vorliegen.
Die Bundesärztekammer sowie der Berufsverband der Kinder- und Jugendärzte sprechen sich generell für ein explizites Verbot rein ästhetisch motivierter Eingriffe an Minderjährigen aus. Des Weiteren ist bei einer medizinisch nicht notwendigen Schamlippenverkleinerung bei Minderjährigen eine Abgrenzung zur Beschneidung weiblicher Genitalien schwer festzulegen.
Dessen ungeachtet ist die Durchführung des Eingriffs bei Minderjährigen, auch aus kosmetischen Gründen, in Deutschland legal. In Österreich sind, anders als in Deutschland, seit dem Jahr 2013 ästhetisch-chirurgische Eingriffe bei unter 18-Jährigen an eine psychologische Beratung und eine medizinische Indikation gebunden.
Unabhängig von der Rechtslage wird empfohlen, mit einer Schamlippenverkleinerung bis zum Erwachsenenalter zu warten, da die Schamlippen während der Pubertät starke Veränderungen in ihrer Ausprägung durchlaufen.

### Der § 226a StGB
Die Anti-Beschneidungs-Gesetze einiger europäischer Länder, so in Deutschland der 2013 eingeführte § 226a StGB oder auch in Großbritannien oder Schweden, enthalten ein absolutes Verbot der Beschneidung weiblicher Genitalien – also unabhängig von Alter und Einwilligung –, während die kosmetisch motivierte Schamlippenverkleinerung jedoch legal ist. Dies kann zu der paradoxen Situation führen, dass derselbe Eingriff – beim selben Arzt unter gleichen Bedingungen durchgeführt – bei einer Europäerin legal ist, bei einer Frau mit afrikanischer Herkunft jedoch eine Straftat darstellt. In beiden Fällen wäre der Eingriff nicht medizinisch notwendig, sondern durch kulturelle Ideale begründet, der Afrikanerin wird jedoch die Möglichkeit zu einer autonomen Entscheidung abgesprochen. Auch in Deutschland ist diese Problematik vorhanden, da – der Bundesärztekammer zufolge – „die weibliche Beschneidung strafbar ist, selbst wenn der Eingriff auf Verlangen der Patientin durchgeführt wird“ und weist darauf hin, „dass entsprechend der Generalpflichtenklausel der Berufsordnung für die deutschen Ärzte derartige Praktiken berufsrechtlich zu ahnden sind.“
Insbesondere im Fall von jugendlichen Mädchen, die eine Schamlippenverkleinerung wünschen, ergibt sich eine unklare rechtliche Situation. In der Schweiz wurde diese Problematik 2009 vom Nationalrat in einer parlamentarischen Initiative adressiert:

„Setzte man dieses Prinzip konsequent um, würden auch hierzulande verbreitete Praktiken wie Tattoos, Piercings oder Schönheitsoperationen im Genitalbereich bestraft, die in aller Regel nicht aus medizinischen, sondern aus ästhetischen oder anderen Gründen erfolgen. Aus diesem Grunde wird in Artikel 122a Absatz 2 E StGB die Möglichkeit der rechtfertigenden Einwilligung der verletzten Person für derartige Eingriffe ausdrücklich verankert. […] Die Kommission ist der Ansicht, dass in diesem Punkt die Migrantin, die sich einer traditionellen Genitalverstümmelung unterzieht, um ihre Heiratschancen zu erhöhen, nicht anders behandelt werden soll als eine Schweizerin, die sich aus ästhetischen Gründen die Schamlippen verkleinern oder die Vagina verengen lässt.“

Der Diskurs um diese Thematik ist stark wertbehaftet und wird oftmals sehr emotional geführt, dabei spielen Vorurteile und Stereotypen gegenüber der vermeintlich „primitiven“ Kultur eine Rolle. In einem interdisziplinären Forschungsprojekt der Österreichischen Akademie der Wissenschaften soll der Unterschied zwischen beiden Eingriffen ausgearbeitet und „Kritik an einem hegemonialen Diskurs geübt werden, der westliche Körperpraktiken als unproblematisch – weil freiwillig – und nicht-westliche Körperpraktiken als Ausdruck patriarchaler Unterdrückung schlechthin repräsentiert.“ (Sara Paloni) Die Ärztin und Bioethikerin Barbara Meier sieht, bei allen Unterschieden zwischen den Eingriffen, entscheidende Gemeinsamkeiten in den grundlegenden Motiven: gesellschaftlich geprägte Schönheitsideale für den weiblichen Genitalbereich führen zur Notwendigkeit einer operativen Veränderung der Genitalien, um der Norm zu entsprechen und gesellschaftliche Akzeptanz herzustellen.
In der europäischen medizinischen Fachliteratur des 19. Jahrhunderts wurde die Genitalbeschneidung in Afrika mit den gleichen „Indikationen“ wie die damals in Europa praktizierte Verkleinerung der äußeren Genitalien zu erklären versucht. Dabei wurde die Vergrößerung der Labien irrtümlicherweise als eine Folge übermäßigen Geschlechtstriebs und Masturbierens gesehen.